# Lawe Perlak
Lawe Perlak is een bestuurslaag in het regentschap Aceh Tenggara van de provincie Atjeh, Indonesië. Lawe Perlak telt 216 inwoners (volkstelling 2010).